# Тушиці
Тушиці (словац. Tušice) — село, громада в окрузі Михайлівці, Кошицький край, Словаччина. Кадастрова площа громади — 6,23 км².
Село розташоване на висоті 108 м над рівнем моря. Населення — 695 осіб в 2007 році, 689 осіб на 31.12.2014.

## Історія
Вперше згадується 1221 року.

## Географія
Протікають Войчицький канал і Правобережний канал.

## Населення
| Рік:            | 1994. | 2004.   | 2014.   | 2024.   |
| --------------- | ----- | ------- | ------- | ------- |
| Кількість осіб: | 688   | 696     | 689     | 667     |
| Різниця:        |       | +1,16 % | -1,00 % | -3,19 % |

| Рік:            | 2023. | 2024.   |
| --------------- | ----- | ------- |
| Кількість осіб: | 666   | 667     |
| Різниця:        |       | +0,15 % |